# A mãe dos netos
A mãe dos netos (La madre de los nietos en español) es un cortometraje del año 2008 dirigido por Isabel Noronha y Vivan Altman.

## Producción
El cortometraje, de 7 minutos de duración, se realizó empleando una técnica que combinaba el documental con la animación. Se rodó en Monzambique en 2008. Fue producido por Ébano Multimedia y dirigido por la directora de cine mozambiqueña Isabel de Noronha y Vivan Altman.

## Sinopsis
La madre de los nietos es una de las numerosas historias que hablan del sida en Mozambique, una enfermedad que desgarra el tejido familiar de modo inexorable llevándose a toda una generación, por lo que los abuelos deben ocuparse de los nietos. Esta película de animación con toques de documental cuenta la historia de la abuela Elisa, que cría a sus catorce nietos después de la muerte de su hijo único y de sus ocho mujeres.

## Reconocimientos
En 2008, recibió el Premio KUXA-KANEMA a la mejor película mozambiqueña, otorgado por Fondo de Apoyo a la Cultura. En 2010 fue Mención especial del jurado en el Festival Terra di Tutti de Bolonia, Italia.